# Montecristi
Montecristi è una città dell'Ecuador nella Provincia di Manabí. È capoluogo del cantone omonimo. Nel 2010 Montecristi contava 70 292 abitanti.

## Economia
Montecristi è famosa per la produzione di cappelli Panama. I modelli più pregiati sono infatti chiamati montecristi superfino.